# Trường Thuộc địa (Pháp)
Trường Thuộc địa của Pháp (tiếng Pháp: École colonial) là cơ sở đào tạo của chính phủ Pháp, lập năm 1889 ở số 2 Avenue de l'Observatoire, Paris. 

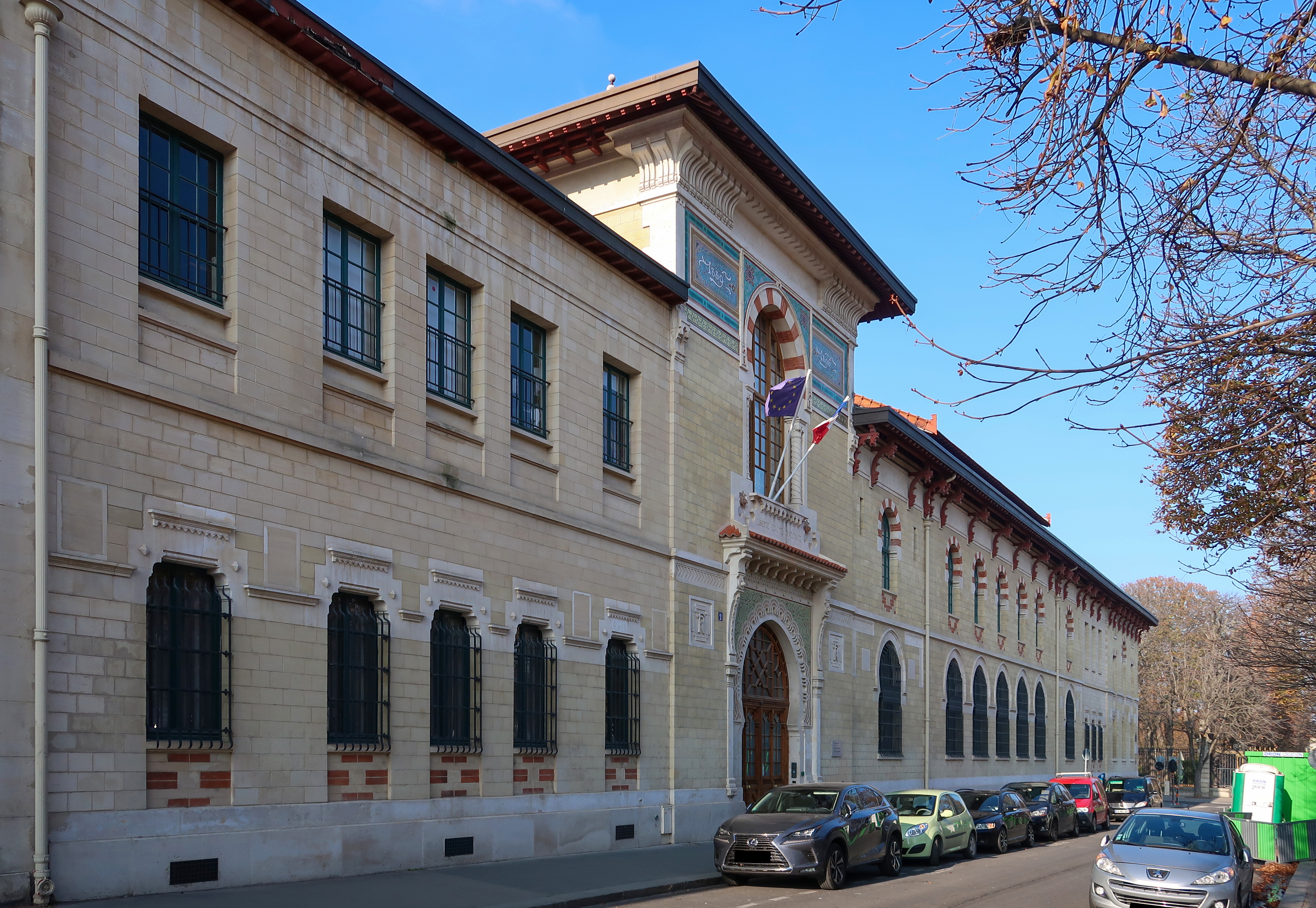
Mặt tiền Trường Thuộc địa, nay đổi là Trường Quốc gia Pháp quốc Hải ngoại

Năm 1934 tên trường đổi thành Trường Quốc gia Pháp quốc Hải ngoại (École nationale de la France d'outre-mer).

## Trường sở
Trường sở có lớp học, giảng đường và thư viện. Ngoài ra còn có một ký túc xá nhỏ cho 10 học sinh. Vào đầu thập niên 1920 trường có 25 giảng viên.

## Sắp xếp học trình
Trường chia thành bốn ban:
1. Ban hành chánh (có ba nhóm: Đông Dương , châu Phi, & ngục thất)
2. Ban tư pháp
3. Ban dự bị
4. Ban bản xứ

### Ban Hành chánh

#### Thủ tục nhập học
Sĩ số cho ban hành chánh dựa trên nhu cầu của Bộ Thuộc địa đưa ra, thường là số viên chức hiện bỏ trống cộng thêm 1/3 dự trù cần bổ khuyết. 
Tiêu chuẩn nộp đơn là 
1. công dân Pháp
2. 18-23 tuổi
3. đậu tú tài Pháp hoặc có bằng cao đẳng
4. thân thể khỏe mạnh

Thành phần ban duyệt đơn có giám đốc Nha Thuộc đia, Tổng thanh tra Thuộc địa, cựu thống đốc/công sứ/phó toàn quyền và một viên chức thuộc Bộ Quốc vụ. 
Thí sinh sau đó phải qua một kỳ thi tuyển tổ chức vào Tháng Bảy mỗi năm. Bài thi có các môn luật pháp, lịch sử, địa lý, Anh hoặc Đức ngữ, xây cất thực dụng, vệ sinh, và kế toán. Thí sinh có thể chọn theo học phân ban Đông Dương hay châu Phi nhưng quyết định tối hậu là của nhà trường chứ không phải của thí sinh. Nếu vào ban Đông Dương thì phải học thêm tiếng Việt, Miên và Thái. Nếu vào ban châu Phi thì học tiếng Malagasy. Học trình là hai năm, có khi kéo dài thành ba năm tùy theo chuyên môn. 
Trước khi tốt nghiệp học sinh còn phải hoàn tất quân dịch trong một đơn vị đặc biệt.    
Thí sinh qua được phần thi tuyển và chấp nhận phái vụ 10 năm thì được cấp 250 franc mỗi tháng kể từ khi nhập học. Khoản tiền này do chính phủ xứ thuộc địa đài thọ chứ không phải trích từ ngân khố chính phủ Pháp.

### Ban Tư pháp
Thí sinh ban này phải có sẵn bằng luật khoa (licienciés-en-droit), tuổi từ 20 đến 28. Học trình đặt trọng tâm vào hình luật và hộ luật, chính trị và kinh tế.

### Ban Dự bị
Ban này cho phép các thuộc dân của Pháp ghi danh. Thí sinh tuổi từ 17 đến 22 và đậu phần thi tuyển.

### Ban Bản xứ
Ban này dành cho các học sinh từ các xứ thuộc địa và bảo hộ gửi sang du học tuổi từ 14 đến 20. Học phí do chính quyền sở tại và gia đình trang trải. Nhà trường thì đảm nhận phần ăn ở. Ngược lại một vài học sinh bản xứ được phát lương để lãnh phần giảng dạy ngoại ngữ.